# Relaciones Argentina-Malasia
Las relaciones Argentina–Malasia se refiere a las relaciones exteriores bilaterales entre los dos países, Argentina y Malasia. Argentina tiene una embajada en Kuala Lumpur, y Malasia tiene una embajada en Buenos Aires.

## Historia
Argentina estableció relaciones diplomáticas con Malasia el 7 de junio de 1967, cuatro años después de la creación de la Federación de Malasia y la primera embajada argentina en Kuala Lumpur en agosto de 1983. Mientras, Malasia abrió su embajada en Buenos Aires en 1989.

## Relaciones económicas
Malasia es el 33º mercado principal y el octavo cliente asiático principal para la Argentina después de China, Japón, India, Corea del Sur, Tailandia, Emiratos Árabes Unidos e Israel. En 2002, las exportaciones argentinas a Malasia totalizaron $ 218 millones y las exportaciones malasias totalizaron $ 43 millones. Los principales productos argentinos exportados a Malasia son en su mayoría productos agrícolas e industriales, mientras que las exportaciones de Malasia a la Argentina en la clasificación de bienes de capital y bienes intermedios. Un acuerdo sobre la exención de impuestos sobre los buques y las aeronaves que operan en el tráfico internacional ha sido firmado entre los dos países y entra en vigor en 1997.

## Otras lecturas
- Guía De Negocios De Malasia Argentina Trade Net